# 下擺

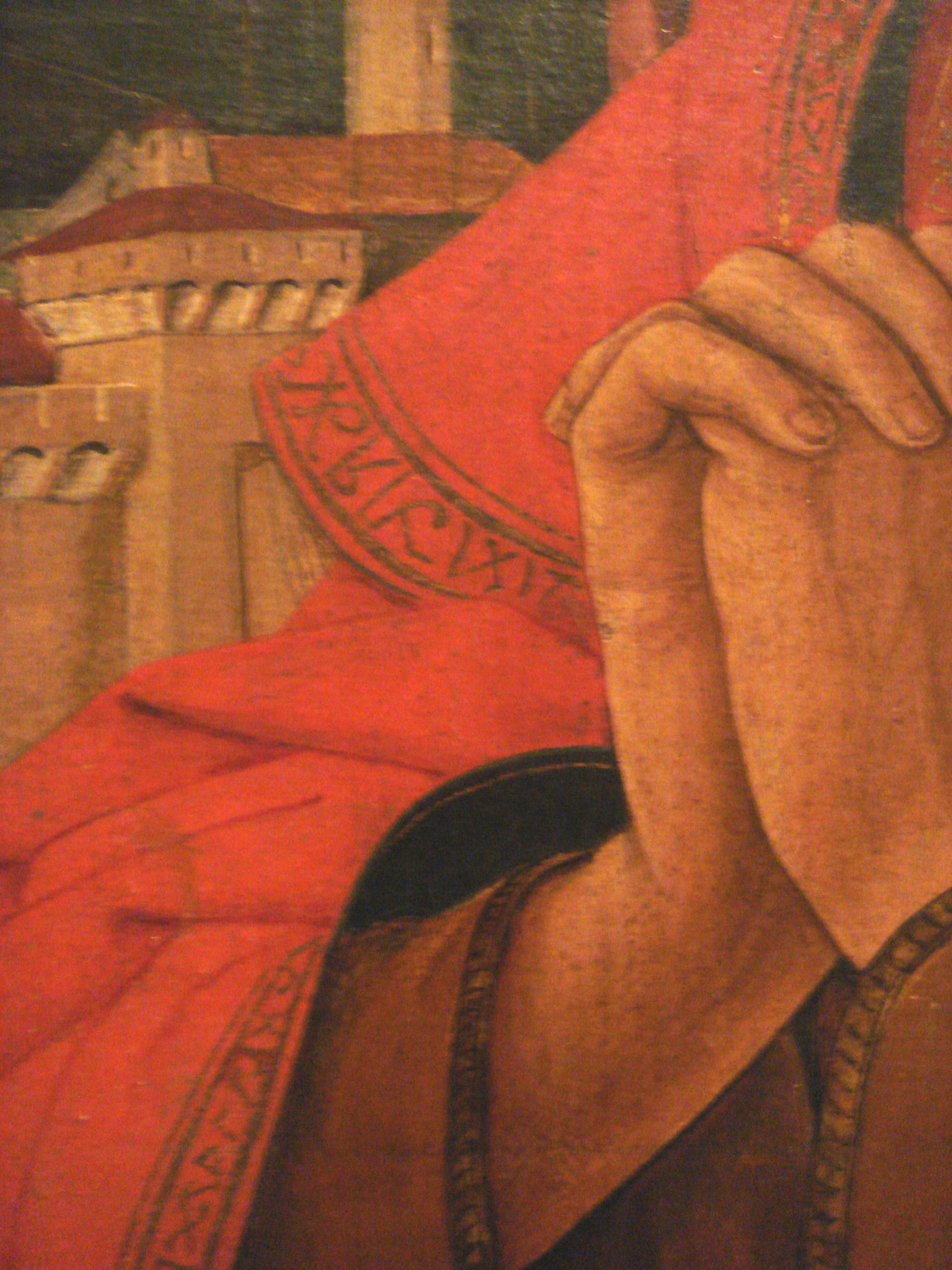
带有铭文的衣服下摆

下摆是缝纫中的一種技術，它将一块布的边缘折叠并缝合，以防止布料解开。使用到下擺技術之處的位置基本上位於袖子的末端或服装的底部。